# Brevianta busa
Brevianta busa is een vlinder uit de familie van de Lycaenidae. De wetenschappelijke naam van de soort werd als Thecla busa in 1887 gepubliceerd door Godman & Salvin.